# Montalet-le-Bois
Montalet-le-Bois è un comune francese di 324 abitanti situato nel dipartimento degli Yvelines nella regione dell'Île-de-France.

## Società

### Evoluzione demografica
Abitanti censiti